# Ignatius Suharyo Hardjoatmodjo
Ignatius Suharyo Hardjoatmodjo (Sedayu, 9. srpnja 1950.) indonezijski je prelat Katoličke Crkve. Od 2010. je nadbiskup Jakarte, nakon što je od 1997. do 2009. služio kao nadbiskup Semaranga.
Papa Franjo ga je 5. listopada 2019. uzdigao u rang kardinala.